# Jordkolloid
I jordbunden findes der nogle stoffer, der er kolloide: Ler og humus. Disse jordkolloider har de samme egenskaber som "husblas": de kan optage vand (det hedder, at de "kvælder"), de kan blive til gelé og de kan tørre ind til fast stof.
De allerfleste mennesker er fortrolige med lerets egenskaber og ved, at det bliver formbart og glat, når det får lov at optage en vis, begrænset mængde vand. Mange har også som børn forvandlet leret til lerslæmning ("pløre") ved at røre det ud i vand. For mange er lerets kvældning og skrumpning i takt med vandindholdet desuden en bitter virkelighed, som gør, at deres bolig sætter sig.
Derimod har kun de færreste set og rørt ved rent humus. Ganske som leret er humus et kolloidt stof, og det har de samme egenskaber. Til forskel fra leret er humus derimod helt sort og nogle har muligvis set det uden at ane sammenhængen, når de opdager, at jorden i urtepotten er blevet til et sort, bævrende pløre helt nede i bunden.
Begge jordkolloiderne bliver elektrisk ladede, når de kvælder. De optager anioner (÷ ioner) og bliver derved negativt ladede. Det betyder, at de kan fastholde positivt ladede kationer (+ ioner) på overfladen. Det betyder også, at de polyvalente kationer kan hægte flere kolloide molekyler sammen (se flokkulering), så der opstår småfnug af kolloider med kationbelægninger. Disse fnug kan yderligere hæftes sammen med andre og grovere jordpartikler, så der dannes jordkrummer (se krummestruktur).